# Inbiomyiidae
Inbiomyiidae zijn een familie uit de orde van de tweevleugeligen (Diptera), onderorde vliegen (Brachycera). Wereldwijd omvat deze familie één genera en 11 soorten.

## Soorten
- Geslacht Inbiomyia
  - Inbiomyia acmophallus
  - Inbiomyia anemosyris
  - Inbiomyia anodonta
  - Inbiomyia empheres
  - Inbiomyia exul
  - Inbiomyia matamata
  - Inbiomyia mcalpineorum
  - Inbiomyia pterygion
  - Inbiomyia regina
  - Inbiomyia scoliostylus
  - Inbiomyia zeugodonta